# Финсеватн
Фи́нсеватн (норв. Finsevatnet) — горное озеро в Норвергии, располагается на территории коммуны Ульвик в восточной части фюльке Вестланн (ранее Хордаланн). Относится к бассейну реки Драмменсэльва.
Озеро Финсеватн имеет продолговатую форму, ориентированную в широтном направлении, находится на высоте 1215 метров над уровнем моря. Площадь озера равняется 3,18 км².
Площадь водосборного бассейна озера составляет 68,92 км². Сток идёт по, пересекающей Финсеватн с запада на восток, реке Устеквейхья, зарегулирован плотиной на восточном берегу озера.
В 1979 году на льду озера и его берегах проходили съёмки кинофильма «Звёздные войны. Эпизод V: Империя наносит ответный удар».